# Alaksandr Smolik
Alaksandr Iwanawicz Smolik (biał. Аляксандр Іванавіч Смолік; ur. 24 października 1944 w Kołowiczach) – białoruski historyk i kulturolog; od 1992 roku prorektor Białoruskiego Uniwersytetu Kultury; doktor i profesor.

## Życiorys
Urodził się 24 października 1944 roku we wsi Kołowicze, w rejonie kuranieckim obwodu mołodeczańskiego Białoruskiej SRR, ZSRR. W 1968 roku ukończył Miński Państwowy Instytut Pedagogiczny im. Maksima Gorkiego, po czym podjął w nim pracę. W 1973 roku uzyskał stopień kandydata nauk historycznych (odpowiednik polskiego stopnia doktora). W latach 1979–1992 był dziekanem jednego z wydziałów Instytutu. Od 1992 roku pełnił funkcję prorektora Białoruskiego Uniwersytetu Kultury. W 1999 roku uzyskał tytuł naukowy profesora, a w 2000 roku – stopień doktora kulturologii.
W swoim dorobku ma prace naukowe na temat Białorusi, teorii kultury, problemów rozwoju kultury ojczystej i światowej oraz ich wzajemnych oddziaływań z socjalno-politycznymi instytucjami społeczeństwa. Określił istotę, zawartość i działalność instytucji socjalno-politycznych w społeczeństwie post-katastroficznym, w tym koncepcję rehabilitacyjno-oczyszczającego (katharsis) oddziaływania sztuki na osobę post-katastroficzną, podejścia metodologiczne w badaniach socjodynamiki kultury.

## Prace
- Historyja Biełarusi XVI–XIX stst. Mińsk: 1997. (biał.). Brak numerów stron w książce;
- Kultura Biełarusi XI–XIX stst. Mińsk: 1998. (biał.). Brak numerów stron w książce;
- (we współautorstwie): Dziejnasć ustanou kultury pa minimizacyi nastupstwau czarnobylskaj trahiedyi. Mińsk: 1999. (biał.). Brak numerów stron w książce;
- Sacyjadynamika kultury u postkatastrofnym socyumie. Mińsk: 1999. (biał.). Brak numerów stron w książce;
- Sacyjalna-kulturnaja dziejnasć u postczarnobylskim socyumie. Mińsk: 1999. (biał.). Brak numerów stron w książce;
- (z Ibrahimem Kanapackim): Historyja i kultura biełaruskich tatar. Mińsk: 2000. (biał.). Brak numerów stron w książce;
- (z Ja. D. Hryharowicz i Ł. M. Rahaczową): Padrychtouka kadrau kultury u Respublicy Biełaruś: suczasny stan i pierspiektywy. Mińsk: 2001. (biał.). Brak numerów stron w książce.